# Syllepte phaeopleura
Syllepte phaeopleura là một loài bướm đêm trong họ Crambidae.